# Петров, Николай Александрович (учёный-энергетик)
Николай Александрович Петров (род. 1926) — советский и российский учёный, доктор технических наук, профессор, действительный член Академии Северного форума.

## Биография
Родился 17 мая 1926 года в Нерюктяйинском наслеге Мегино-Кангаласского района Якутской АССР.
Детство провёл в небольших селениях Сасыыр и Согуруу сайылык. С малых лет работал в колхозе: на сенокосе и прицепщиком у отца на тракторе. После окончания школы уехал в Якутск и поступил в сельскохозяйственный техникум, где учился на землеустроителя.
В 1943 году Николай прошел обучение в парашютно-планерном клубе в Осоавиахиме Якутской АССР, получив соответствующее свидетельство. В 1944 году был призван в Красную армию и стал участником Великой Отечественной войны — служил на Востоке на станции Даурия, охранял границу. После окончания войны ещё в течение пяти лет служил в бронетанковых войсках в звании гвардии старшего сержанта, был помощником командира взвода. Демобилизовался из армии в 1950 году.
Вернувшись в Якутск, заочно окончил десятый класс в школе № 2 и уехал в Москву, где поступил в Московский институт механизации и электрификации сельского хозяйства им. В. М. Молотова (ныне Московский государственный агроинженерный университет имени В. П. Горячкина), который окончил в 1956 году по специальности «Электрификация процессов сельскохозяйственного производства» с присвоением квалификации инженера-электрика. На пятом курсе обучения женился на студентке Первого медицинского института Тамаре Васильевне Захаровой, которая была родом из Амгинского района Якутии.
В 1956 году они вернулись в Якутск, где Петров устроился на работу младшим научным сотрудником в Научно-исследовательский институт сельского хозяйства. С 1960 года работал в системе Академии наук СССР. Принимал непосредственное участие в разработке научных основ электрификации отдельных административных районов Якутской АССР, на основе которых был создан первый в истории Якутии пятилетний план (1966—1970) электрификации, охвативший 12 районов республики. Также участвовал в научно-техническом обосновании необходимости завершения строительства Вилюйской ГЭС-3 (Светлинская ГЭС), ускорения газификации Айхало-Удачнинского промузла, переброски газопровода через реку Лена для газификации Заречной группы улусов, перевода на электроотопление Сунтарского и Нюрбинского улусов.
Под научным руководством и участии Н. А. Петрова были выполнены важные народнохозяйственные работы по заданию государственных органов Якутии. Первой комплексной работой по развитию топливно-энергетического комплекса республики явился Топливно-энергетический баланс Республики Саха (Якутия). Дальнейшим развитием цикла работ по топливно-энергетическому балансу стала Энергетическая стратегия РС (Я) на период до 2030 года.
Николай Александрович является руководителем проектов фундаментальных исследований Сибирского отделения РАН и Отделения энергетики, машиностроения, механики и процессов управления РАН. Является создателем научной школы:	«Научно-методическое обеспечение энергетических стратегий и программ регионов Севера», участвует в подготовке научных кадров — среди его учеников два доктора и четыре кандидата наук, является научным руководителем аспирантов.

## Заслуги
- Награждён медалями «За победу над Японией» (1945) и «За строительство Байкало-Амурской магистрали» (1986), медалью Н. В. Черского (2009) и юбилейным знаком «380 лет Якутия с Россией» (2012).
- Лауреат Государственной премии Республики Саха (Якутия) в области науки и техники (2006).
- Заслуженный работник народного хозяйства Якутской АССР (1986), Заслуженный энергетик Российской Федерации (1996), Почетный работник науки и техники Российской Федерации (2011), заслуженный ветеран Сибирского отделения РАН.
- Удостоен Почетной грамоты Президиума Верховного Совета Якутской АССР (1979), Грамоты Президента Республики Саха (Якутия) (2010), а также почетных грамот Президиума Академии наук СССР, Президиумов РАН и Сибирского отделения РАН.
- Почётный гражданин Республики Саха (Якутия) (25 апреля 2016) — за выдающиеся заслуги в становлении и развитии энергетической системы Республики Саха (Якутия), формирование научных основ энергетической политики, разработку перспективных направлений развития топливно-энергетического комплекса, весомый вклад в социально-экономическое развитие республики, многолетний добросовестный труд